# Монолдор
Монолдор (кирг. моңолдор /moŋoldor/) — крупное родоплеменное объединение в составе правого крыла киргизов.
Уран (боевый клич) — Самансур!

## Этимология
Название родоплеменного объединения на киргизском — моңолдор (МФА: moŋoldor) — является равнозначным понятию «моголы» в тюркских языках (moğol-lar/dar). Повсеместно употребляется вариант моголдор (МФА: moʁoldor).
Моголы — историческая тюркоязычная общность кочевых племён преимущественно монгольского происхождения, выступавшая в качестве господствующего класса в государстве Моголистан.

## Происхождение
Происхождение монолдор связано с государством Моголистан. В рукописи XVI века Маджму ат-Таварих Сейф ад-дина Аксикенди, приводится подробная генеалогия предков и потомков правителя могольского улуса в конце XIV века — Анга-торе. Имена его потомков совпадают с именами отдельных родоначальников и с названиями подразделений монолдор, зафиксированными в их генеалогических преданиях.
Народное предание о происхождении монолдор:
В древности на Кашгарской стороне правил хан нойгутов по имени Болот. У его сына Кылыч-хана было двое сыновей: Дайыр и Көкө. Когда дети выросли, их мать умерла. Из-за козней второй жены хана, мальчикам пришлось бежать в Ат-Баши, к Адигине и Тагаю. Кыргызские бии разрешили им остаться и повелели им пасти скот.
Однажды живший бок о бок с кыргызами, калмакский князь Корун объявил турнир по борьбе. Корун пообещал, что если кыргызский борец победит, то калмаки уйдут из занятых ими земель, если борец проиграет, то кыргызы должны будут оставить Керме Тоо. Адигине и Тагай, долго не могли определить достойного соперника среди кыргызов, который мог бы сравниться по силе с именитым калмакским борцом. Подросший к этому времени Көкө вызывается выйти на поединок. Көкө побеждает калмакского борца. По условиям поединка побеждённому борцу отрубают голову.
Адигине и Тагай в благодарность выдают замуж за Көкө свою старшую сестру Наалы. У них родился сын Моңол. От дочери калмакского князя у Көкө родился Дор. Потомки Моңола и Дора образовали племя моңолдор. Дайыр обидевшись на то, что Наалы выдали за младшего брата, ушел к казахам. Жалаиры произошли от него.

Көкө завоевав авторитет среди кыргызов, собрал войско и решил отомстить родному отцу в Кашгаре. Услышав эту новость, нойгуты спешно бежали. В ставке Кылыч-хана нашли мальчика в расписной колыбели. Он оказался сыном Кылыч-хана. Көкө принес его и передал Наалы. Его назвали Чериком, потому что его нашли во время военного похода (от тюрк. чериг «войско, поход»). От него произошли черики.
Извлечение из Маджму ат-Таварих:

У Анка-торе было двое сыновей: Ахмед-бек и Мухаммед-бек по прозвищу Кок-Бука [Көкө]. Потомками Кок-Буки названы: Мирак, Ходжа Мурат-Ата [Кожомурат], Кувай [Кабай], Кункаш [Коңкош], Накаш, Тува-бий, Коп-Суек [Куусөөк], Сейид-Газы [Сейитказы], Кувай Буваке Дават-бий [Бакы-бий]. Потомки Атан-бия, деда Анка-торе: Чолок Тукум [Чолок Туума], Кире [Кыйра], Бай Могол [Баймоңол], Сокы [Согу]. От Ахмед-бека произошли Кельгей [Келегей], Суйриваш [Сүйрүбаш], Ульджа Кабуджан [Олжобай].

Согласно Зафар-наме, Анга-торе приходился племянником Хаджи-беку аркануту, одному из ближайших военачальников Туглук-Тимур-хана. Ставка Хаджи-бека и Анга-торе находилась в долине реки Каратал в Семиречье. Анка-торе приходился зятем потомку Чагатая Хизр-Ходжа-хану.
Персонажи в народном предании — Көкө (Мухаммед-бек в Маджму ат-Таварих) и Дайыр отождествляются с историческими личностями: Мухаммед-кыргызом, предводителем моголистанских кыргызов в начале XVI века и казахским Тахир-ханом, стоявшим во главе народа после пленения Мухаммед-кыргыза. Сюжет народного предания согласуется с историческими сведениями Тарих-и Рашиди и Бахр аль-асрар о союзнических отношениях кыргызов и казахов против ойратов и Яркендского ханства, и закреплении за кыргызами современных территорий проживания.
Значительная роль монолдор в формировании кыргызского народа зафиксирована в народной поговорке: «Моңолдор — журттун уюткусу» (Монолдор — закваска народа).

## Генетика
У представителей монолдор наблюдаются высокие значения гаплогруппы C2-M217.

## Структура племени
Основные роды и подразделения внутри родоплеменного объединения монолдор:
1. Бөгөнөк[19]
  - Алагар (Маани, Назар, Чагыр, Чолок Туума, Эштек), Алаш, Арык, Кабай, Кара, Карга, Куусөөк, Олжобай.
2. Бай моңол (Коной, Күнүкө, Эсен).
3. Бакы-бий
  - Улуу кыйра (Бакы, Жакаш, Итийбас, Сарык, Самтыр, Тогуз уул, Тейит, Үч урук)
  - Орто кыйра
  - Меңдуулат Бала Кыйра (Дөбөт, Коңкош)

Генеалогическое древо Монолдор находится в открытом доступе на Sanjyra.net.

## Территория расселения
Родоплеменное объединение монолдор представлено на всей территории Кыргызстана:
- Нарынская область — Ат-Башинский район, Ак-Талинский район, Кочкорский район, Нарынский район.
- Чуйская область — Аламединский район, Жайылский район, Кеминский район, Панфиловский район, Сокулукский район, Ысык-Атинский район.
- Иссык-Кульская область — Тюпский район, Джети-Огузский район.
- Джалал-Абадская область — Тогуз-Торооский район, Токтогульский район, Чаткальский район, Ала-Букинский район.
- Таласская область — Кара-Бууринский район.
- Ошская область — Узгенский район, Кара-Кульджинский район.

## Известные представители
- Хаджи-бек (XIV) — правитель независимого могулистанского улуса в Семиречье. Участник Грязевой битвы в которой сумел победить войска Тамерлана.
- Анга-торе (XIV век) — правитель могольского улуса в Семиречье.
- Алыкул Осмонов (1915—1950) — поэт, драматург, переводчик[20].
- Мидин Алыбаев (1917—1959) — акын, поэт, писатель, драматург, публицист, переводчик, журналист[21].
- Накен Касиев (род. 1947) — доктор медицинских наук, губернатор Ошской области (2000—2005), министр здравоохранения (1991—1996)[22].
- Чыныбай Турсунбеков (1960—2020) — филолог, предприниматель, политический деятель, спикер Жогорку Кенеша (2016—2017)[23].
- Айсулуу Тыныбекова (род. 1993) — борец вольного стиля, четырёхкратная чемпионка Азии, чемпионка мира, обладательница кубка мира,призёр различных соревнований международного уровня, серебряный призёр Олимпийских игр в Токио (2021)[24].